# От (міфологія)
От (грец. Ὥτος) — персонаж давньогрецької міфології, нащадок Посейдона (за однією з версій син, за іншою — онук), один з Алоадів.
От, як і його брат Ефіальт, були велетнями. Описують братів як таких, що володіли непомірною силою та швидким зростанням, до дев'яти років досягнувши ширини приблизно чотирьох метрів і висоти над шістнадцять метрів. Брати відзначалися зухвалістю і впевненістю у своїх силах, оскільки їм напророчили, що їх не зможуть вбити ні люди, ані боги.
Ефіальт поклявся річкою Стікс в намаганні опанувати богинею Герою, От дав таку ж клятву щодо богині Артеміди. Брати почали війну і обложили Олімп. Тоді Артеміда направила послання — за умови зняття облоги вона зустрінеться з ними на острові Наксос та прийде в обійми Ота. Ефіальта охопила заздрість, що він не одержав такого ж послання від Гери, тому по прибутті на Наксос між ними відбулася сварка. Ефіальт наполягав, що такі умови варто відкинути або ж Артеміда спочатку належить йому за старшинством.
В розпалі суперечки Артеміда з'явилася перед ними, прийнявши подобу білої лані; Алоади схопилися за списи, аби довести один одному свою влучність. Артеміда швидко, як вітер, пронеслася між ними, списи братів злетіли в повітря, й вони, пробиті наскрізь, мертвими впали додолу — таким чином звершилося пророцтво. Після цього душі братів спустилися в Тартар, де їх клубками живих змій прив'язали до стовпа. Так вони й сиділи — спиною один до одного, на вершині ж стовпа перебувала німфа Стікс — як нагадування про невиконані клятви.